# IBeacon

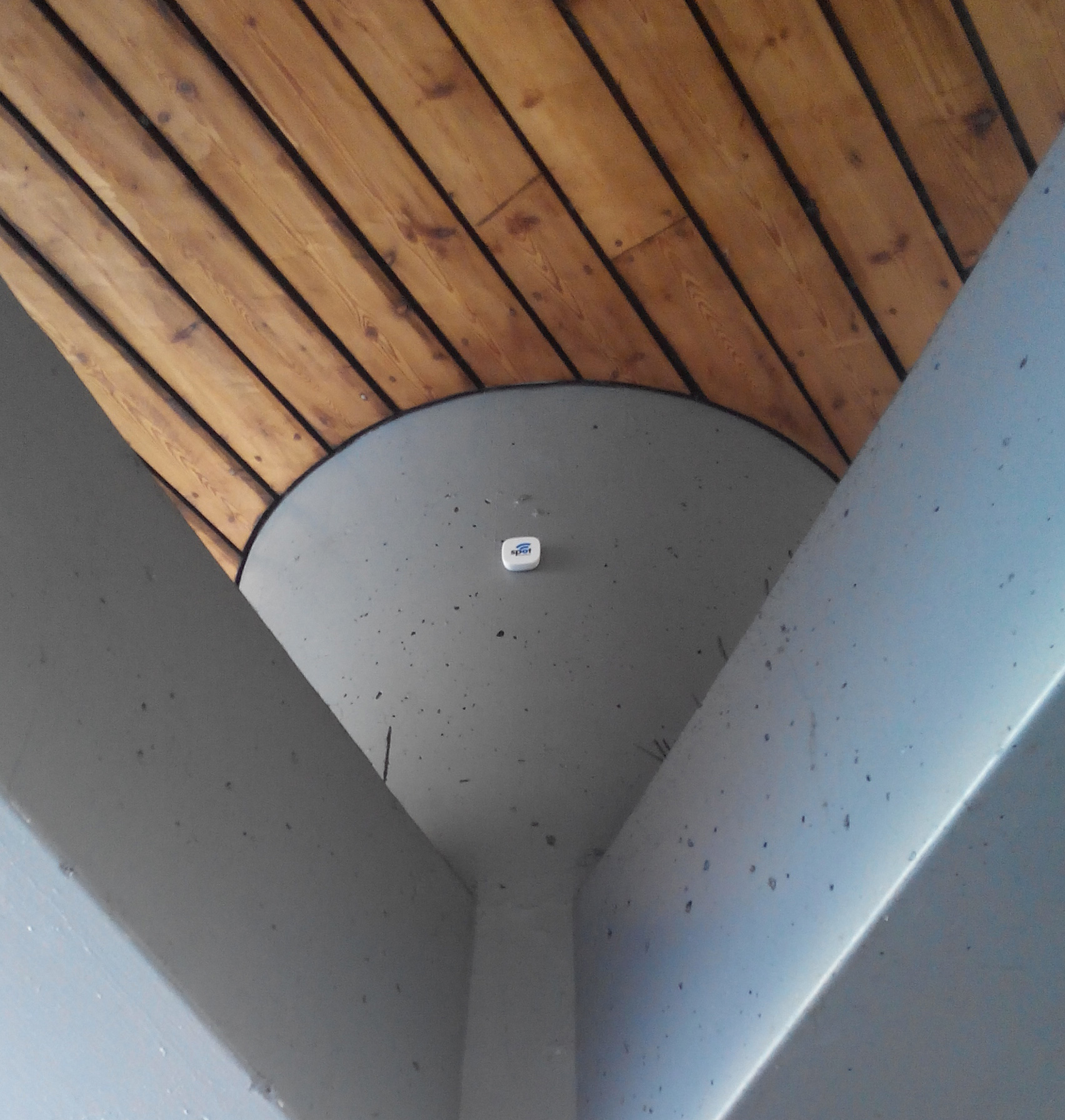
Exemple d'installation de balise iBeacon

iBeacon (beacon = balise) est un système de positionnement en intérieur,  qu'Apple présente comme « une nouvelle catégorie de transmetteurs à basse consommation énergétique et à bas coût qui peuvent notifier de leur présence les périphériques iOS 7 proches ». Les iBeacons peuvent également être utilisés par Android. iBeacon est une technologie qui permet à un périphérique iOS ou un autre matériel d'envoyer un signal à un périphérique iOS à proximité. Le périphérique iOS peut faire réagir une application en fonction et déterminer la position du iBeacon. 
L'iBeacon d'Apple fonctionne sur Wibree aussi connu sous les noms de Bluetooth 4.0 ou Bluetooth Smart. Dans un scénario de la vie réelle, il permettra des usages davantage autour de la géolocalisation, de la contextualisation grâce à des périphériques émettant un signal sans fil à faible puissance permettant de localiser l'utilisateur précisément dans un magasin. Ainsi les iBeacons permettent d'envoyer des notifications personnalisées des produits en vente autour de vous, ou des produits que vous pourriez chercher. La technologie pourrait permettre également le paiement au point de vente afin que vous puissiez payer sans sortir votre portefeuille ou votre carte de crédit.
iBeacon est un possible concurrent de la communication en champ proche.
L’iBeacon un service de localisation qui utilise très peu de batterie qu’Apple utilise sur ces iPhones/iPad/Mac/iPod,ceci est très utile quand on perd son appareil,c’est aussi disponible sur d’autres appareils comme des Samsung ou Nokia...
La technologie fonctionne en utilisant le Wibree pour transmettre un identifiant universel unique qui, quand il est capté par une application compatible ou un système d'exploitation, peut être converti en localisation physique ou déclencher une action spécifique sur le périphérique comme un enregistrement de localisation sur un média social.
Les beacons eux-mêmes existent en différents formats, incluant les périphériques alimentés par une pile bouton et des clés USB.

## Derniers développements
Mi-2013, Apple a présenté iBeacons et les experts ont décrit son fonctionnement pour aider l'industrie à s'approprier la technologie et à l'intégrer à ses produits.[pas clair]. Avec le lancement d'iOS 7, les vendeurs et les petites et moyennes entreprises seront capables d'utiliser cette technologie basée sur Bluetooth 4.0. Le 6 décembre 2013, Apple a surpris plusieurs observateurs en déployant des iBeacon dans 254 de ses magasins américains.

## Périphériques compatibles
- Terminaux iOS avec Bluetooth 4.0 (iPhone 4S et ultérieurs, iPad 3 et ultérieurs, iPod touch 5, iPad mini et ultérieurs)
- Terminaux Android avec Bluetooth 4.0 et Android 4.3 et ultérieurs (Samsung Galaxy S3/S4/S5, Samsung Galaxy Note II/III, HTC One, Nexus 7 édition 2013, Nexus 4, Nexus 5[10], HTC Butterfly)[11]
- Ordinateurs Apple équipés d'OS X 10.9 (Mavericks) et du Bluetooth 4.0 utilisant l'application MacBeacon de Radius Networks[12].

## Comparatif technologique
Bien que l'environnement   NFC soit très différent et qu’il y a de nombreuses applications qui ne peuvent pas être cumulées, il est toujours comparé aux iBeacons. 
- La portée NFC est de 20 cm (7,87 pouces),  la portée optimale étant inférieure à 4 cm (1,57 pouces). Les iBeacons ont une portée beaucoup plus élevée.
- Tous les téléphones ne sont pas équipés d’une puce NFC, mais la majorité des téléphones sont équipés de la technologie Bluetooth (la majorité des téléphones les plus modernes sont équipés de la version 4.0 ou supérieure).